# منطقة غوت
مِنْطَقَة غُوت (بالأَلمانِيَّة: Landkreis Roth) هي دائِرَة أَلمانِيَّة تَّابعة لمُحافظة فرانكُونيا الوُسطَى في وِلاَية باڤارِيا في جُمهُوريَّة أَلمَانيَا الاِتّحاديّة. تضُمّ مِنطقَة غُوت سِتّ مُدُن، وأَربعة أَسواق، وسِتّ بلدَات، وخَمس بلدَات حُرَّة بمِساحة تُقَدَّر بحوالي 895 كم2.

## معرض الصور

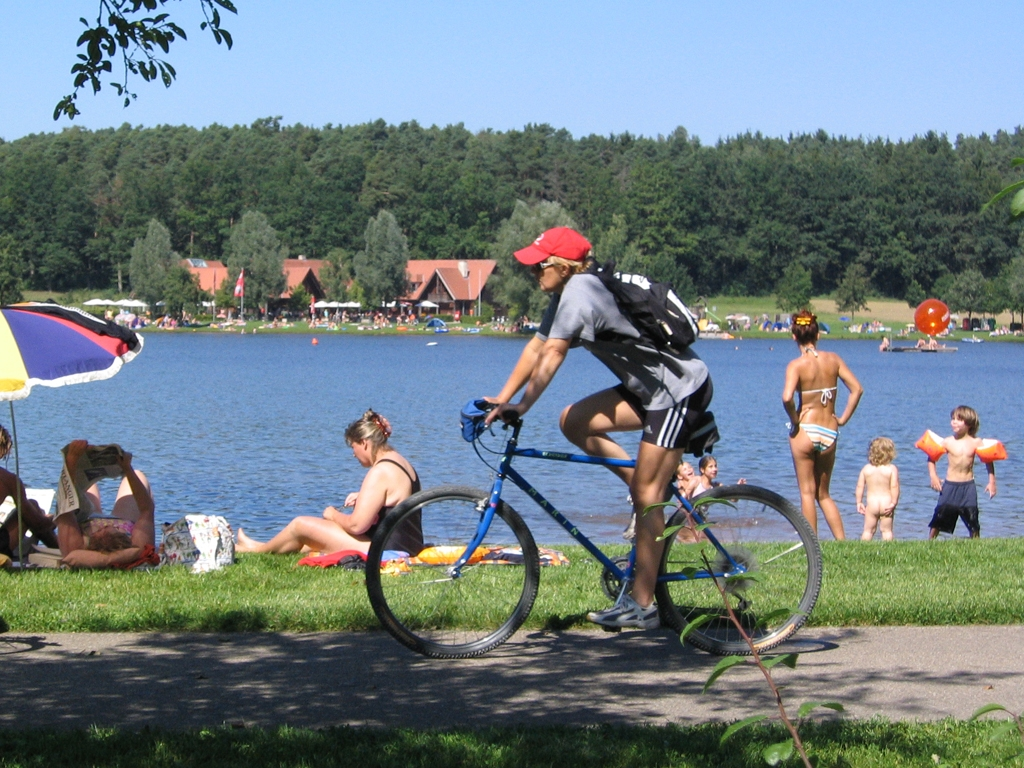
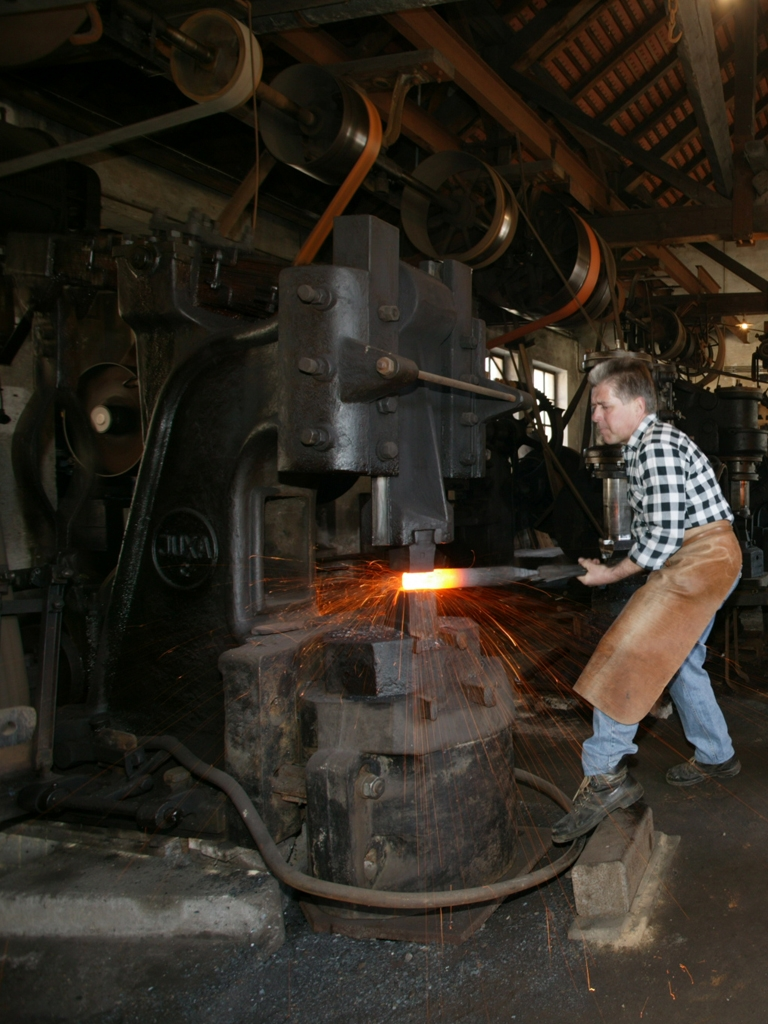
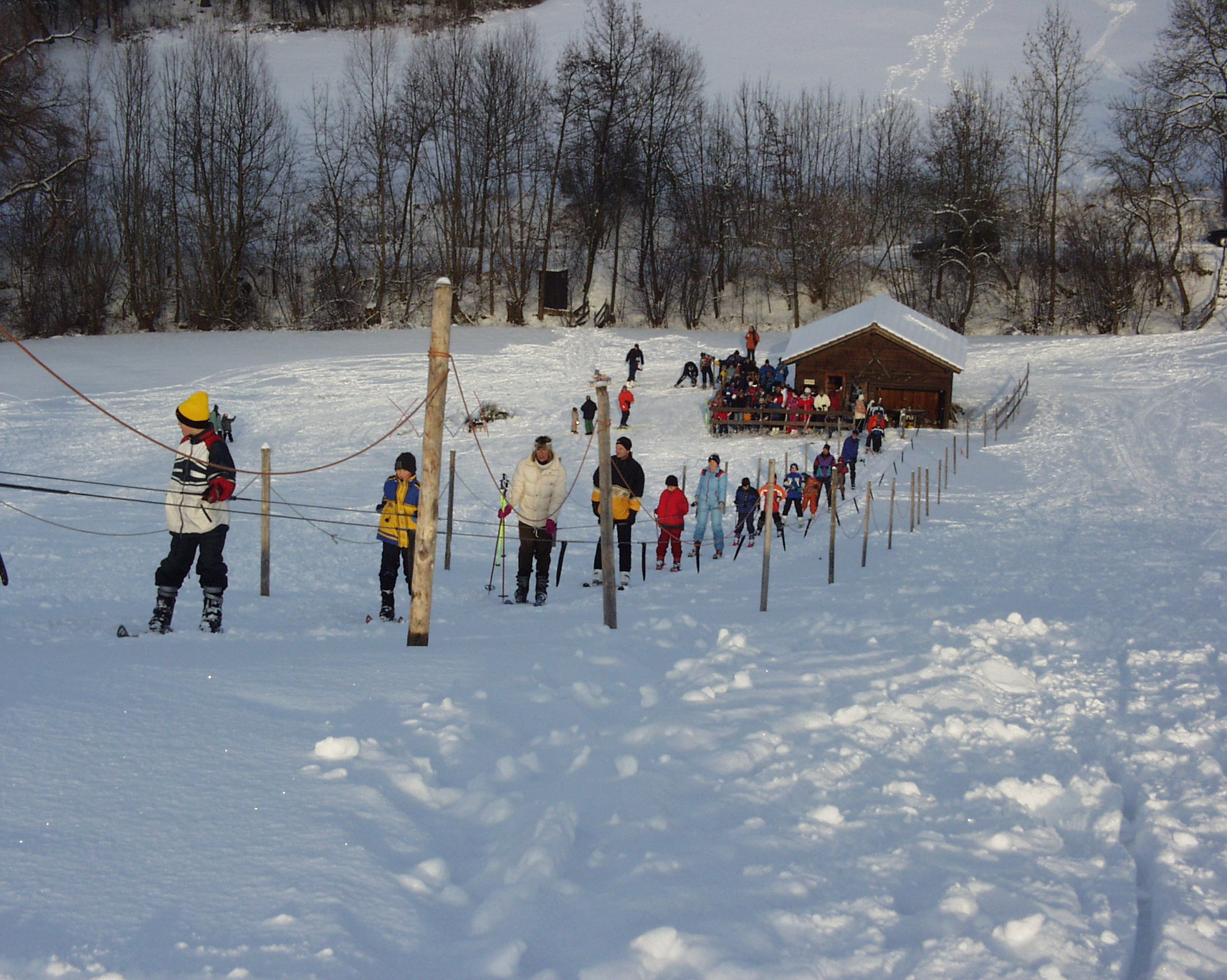
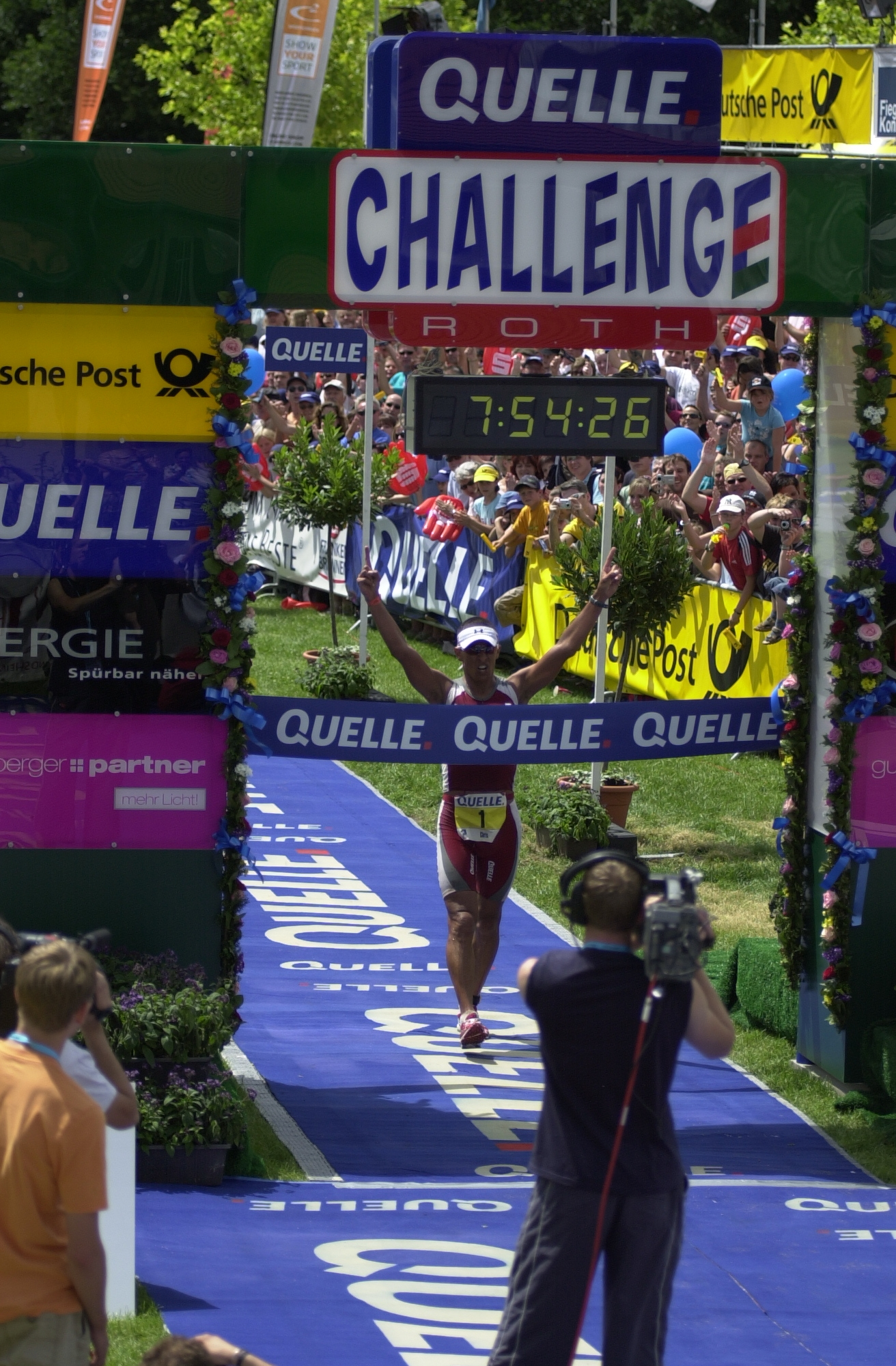

## التّقسِيمات الإِدارِيّة
تضُمّ مِنطقَة غُوت سِتّ مُدُن، وأَربعة أَسواق، وسِتّ بلدَات، وخَمس بلدَات فِي المجَال الإِدارِيِّ الحُرَّ بمِساحة تُقَدَّر بحوالي 895 كم2. وهي كالتَّالي:

### المُدن
| اِسم المدِينة        | ٱلِٱسم بالأَلمانِيَّة   | عَدد السُكَّان | المِساحَة (كم²) |
| ------------------ | ------------------ | ---------- | ------------- |
| مدِينة آبِينّبِيرغٌ     | Stadt Abenberg     | 5٬554      | 48            |
| مدِينة غرِّيدِينغٌ      | Stadt Greding      | 7٬088      | 104           |
| مدِينة هَآيْدِيك       | Stadt Heideck      | 4٬632      | 59            |
| مدِينة هِيلبُولِتشتَآيْن | Stadt Hilpoltstein | 13٬358     | 90            |
| مدِينة غُوتْ          | Stadt Roth         | 25٬102     | 96            |
| مدِينة شْبَآلِتْ        | Stadt Spalt        | 4٬947      | 55            |

### الأَسوَاق
| اِسم السُّوق       | ٱلِٱسم بالأَلمانِيَّة                  | عَدد السُكَّان | المِساحَة (كم²) |
| --------------- | --------------------------------- | ---------- | ------------- |
| سُوق آلِيرسّبِيرغٌ   | Markt Allersberg                  | 8٬128      | 59            |
| سُوق شڤآنشتيِتّيِن  | Markt Schwanstetten               | 7٬260      | 32            |
| سُوق تَآلمَاسّينغٌ   | Markt Thalmässing                 | 5٬118      | 81            |
| سُوق ڤِيندِيلشتَآيْن | (Markt Wendelstein (Mittelfranken | 15٬717     | 50            |

### البلدَات
| اِسم البلدَة         | ٱلِٱسم بالأَلمانِيَّة                     | عَدد السُكَّان | المِساحَة (كم²) |
| ------------------ | ------------------------------------ | ---------- | ------------- |
| بَلْدَة بُوشِينّبَآَخْ      | Gemeinde Büchenbach                  | 5٬288      | 31            |
| بَلْدَة جِيُورجِينسّجِمُوند | Gemeinde Georgensgmünd               | 6٬660      | 47            |
| بَلْدَة كَامِّيرشتَآيْن    | Gemeinde Kammerstein                 | 3٬002      | 37            |
| بَلْدَة رِيدنيتزهيمبَآَخْ | Gemeinde Rednitzhembach              | 6٬824      | 13            |
| بَلْدَة رُوهَرْ          | (Gemeinde Rohr (Mittelfranken        | 3٬653      | 46            |
| بَلْدَة غُوتّيِنْبَآَخْ      | (Gemeinde Röttenbach (Landkreis Roth | 3٬232      | 22            |

### البلدَات الحُرَّة
| اِسم البلدَة                 | ٱلِٱسم بالأَلمانِيَّة                        | المِساحَة (كم²) |
| -------------------------- | --------------------------------------- | ------------- |
| بَلْدَة آبِينّبِيرجِيْر ڤَآلِد       | Gemeindefreies Abenberger Wald          | 3             |
| بَلْدَة ديشينڤَآلِد             | Gemeindefreies Dechenwald               | 2             |
| بَلْدَة فُورِست كلآيْنشڤآرزِينلُوه | Gemeindefreies Forst Kleinschwarzenlohe | 3             |
| بَلْدَة هَآيْدِنَّبِيرغٌ             | Gemeindefreies Heidenberg               | 3             |
| بَلْدَة سُوّس                   | Gemeindefreies Soos                     | 1             |

## وصلات خارجية
- الصّفحة الرّسميّة لِمِنطَقَة غُوت (بالألمانية)